# 藏南卫矛
藏南卫矛（学名：Euonymus austro-tibetanus）为卫矛科卫矛属的植物，是中国的特有植物。分布在中国大陆的西藏等地，生长于海拔3,200米的地区，多生长于林中，目前尚未由人工引种栽培。